# Belga Rise
Pour les articles homonymes, voir Belga (homonymie) et Rise.
Belga Rise est un constructeur automobile basé à Haren et spécialisé dans la voiture de luxe.
Le fabricant a produit des voitures de 1928 à 1935. Il a d'abord fabriqué sous licence de la firme française Sizaire.